# Magnus del Wessex
Magnus del Wessex (patronimico Magnus Haroldson; fl. XI secolo) è stato un nobile anglosassone, figlio di re Aroldo II d'Inghilterra.
Era uno dei potenziali eredi al trono del Regno d'Inghilterra anglosassone, quando il padre prese il potere nel 1066. Dopo un breve regno tuttavia Aroldo fu sconfitto e ucciso nella battaglia di Hastings da Guglielmo il Conquistatore, e Magnus e la sua famiglia dovettero fuggire in Irlanda. Assieme ai fratelli Godwin ed Edmondo tentò di riconquistare il regno paterno con varie spedizioni, ma i loro tentativi fallirono.
Dopo pochi anni di Magnus si perdono le tracce. Se si esclude una sua morte in giovane età attorno al 1069, sono due le principali teorie sul suo destino: la prima sostiene che si sia fatto monaco nei vecchi domini paterni, mentre la seconda lo vuole emigrato nell'Europa orientale al seguito della sorella Gytha del Wessex, moglie del futuro Gran Principe di Kiev Vladimir II. Assecondando quest'ultima tesi, Magnus si sarebbe integrato nella nobiltà slava e sarebbe quindi identificabile come Magnus, conte di Breslavia, oscura figura della Polonia medievale di cui si sa poco o nulla al di fuori delle citazioni nella Cronaca polacca di Gallus Anonymus.

## Biografia

### Infanzia ed esilio
Magnus era un figlio minore del potente magnate anglosassone Harold Godwinson e della sua compagna Edith la Bella. Secondo lo storico Frank Barlow il principe fu battezzato in onore del re Magnus I di Norvegia, data la cultura scandinava della famiglia e la volontà di mantenere buoni i rapporti con la nobiltà vichinga. La sua data di nascita certa non è nota, ma era più piccolo dei fratelli Godwin ed Edmondo del Wessex, quindi gli storici considerano i primi anni 1050 come il periodo più plausibile. I genitori di Magnus erano sposati more danico ("all'uso danese"), una forma arcaica di matrimonio caratteristica del mondo scandinavo-vichingo ma non riconosciuta dalla Chiesa, quindi lo status di Magnus e dei fratelli si avvicinava molto a quello di figli illegittimi. Nonostante questo, quando il padre salì al trono d'Inghilterra nel 1066 come Aroldo II dopo la morte del precedente re Edoardo il Confessore, Magnus fu considerato come uno dei suoi possibili eredi.

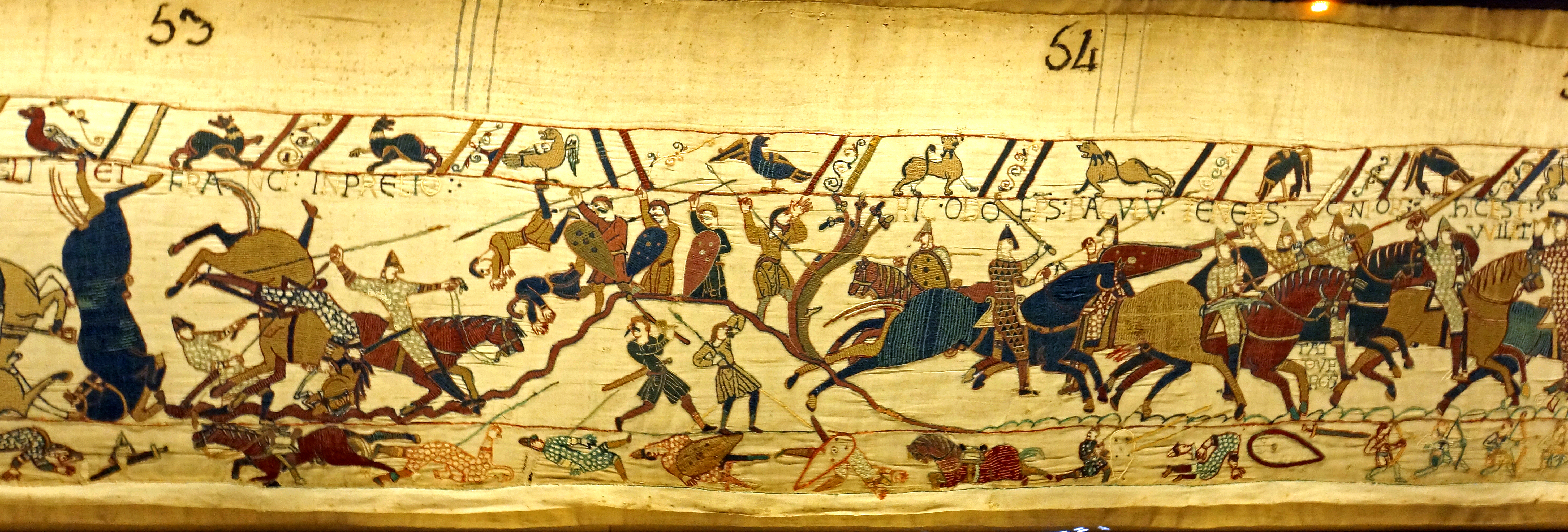
La battaglia di Hastings raffigurata dell'arazzo di Bayeux (scene 53-54), alla quale forse Magnus partecipò

Tuttavia l'invasione normanna dell'Inghilterra, avvenuta nello stesso 1066, cambiò tutto. La morte del padre alla battaglia di Hastings e la conquista normanna dell'intero Regno d'Inghilterra privarono la dinastia Godwin del suo potere, e costrinsero la famiglia reale a fuggire prima nella città di Exeter, ultimo dominio fedele alla dinastia Godwin, e in seguito in Irlanda, ospiti del re del Leinster Diarmait mac Máel na mBó, di cui erano da lungo tempo alleati. Alcune cronache danno Magnus come partecipante alla battaglia di Hastings, ma data la sua probabile giovane età al momento dello scontro il fatto non è del tutto attendibile. Secondo lo storico Ben Hudson invece, dopo la caduta di Exeter in mani normanne, Magnus fuggì con la nonna Gytha Thorkelsdaettir in Danimarca, dove avrebbe tentato di convincere il cugino Sweyn II di Danimarca ad aiutare la sua famiglia a riconquistare il trono.

### Raid contro l'Inghilterra
Già dopo la sua cacciata dall'Inghilterra le tracce di Magnus cominciano a farsi fumose. La sua ultima menzione certa è del 1068, quando, come annota il cronista Fiorenzo di Worcester, lui e i fratelli organizzarono una spedizione militare per attaccare i domini normanni, sbarcando prima a Bristol (che tuttavia li respinse) e poi nel Somerset, regione messa a ferro e fuoco. La spedizione tuttavia non ebbe il sostegno dei nobili anglosassoni, che preferivano come possibile pretendente al trono Edgardo Atheling, e che quindi rimasero in larga parte fedeli a Guglielmo. Il raid culminò nella battaglia di Bleadon, dove i principi esiliati uccisero il locale possidente filo-normanno Eadnoth lo Stalliere. Nonostante la vittoria di Bleadon, l'attacco non riuscì a scardinare la presenza normanna dall'Inghilterra, e i figli di Aroldo tornarono presto in Irlanda accontentandosi della razzia compiuta.
Nel 1069 i figli di Aroldo fecero un tentativo più serio di riconquistare il regno. Sia Orderico Vitale sia la Cronaca anglosassone testimoniano come, messisi a capo di una potente flotta, i Godwin sbarcassero nel loro antico feudo di Exeter con l'intenzione di riprendersi l'Inghilterra, ma poco dopo furono sconfitti alla battaglia di Northam dal conte di Cornovaglia Brian di Bretagna. L'invasione del 1069 fu l'ultimo serio tentativo della vecchia dinastia reale anglosassone di riprendersi il trono; sia Orderico Vitale sia la Cronaca tuttavia rimangono vaghi su chi fosse a capo di tale spedizione, poiché vengono menzionati solo "due figli di Aroldo" (duo filii Heraldi regis Angliæ), senza che di essi venga esplicitato il nome. È quindi incerta la partecipazione di Magnus alla seconda spedizione, e per questo la maggior parte degli storici suppone che sia morto durante gli scontri di questo periodo (forse durante la battaglia di Bleadon) oppure non molto tempo dopo. Ufficialmente quindi il principe Magnus Haroldson attorno al 1069 scompare dalla storia, senza che si sappia effettivamente il suo destino.

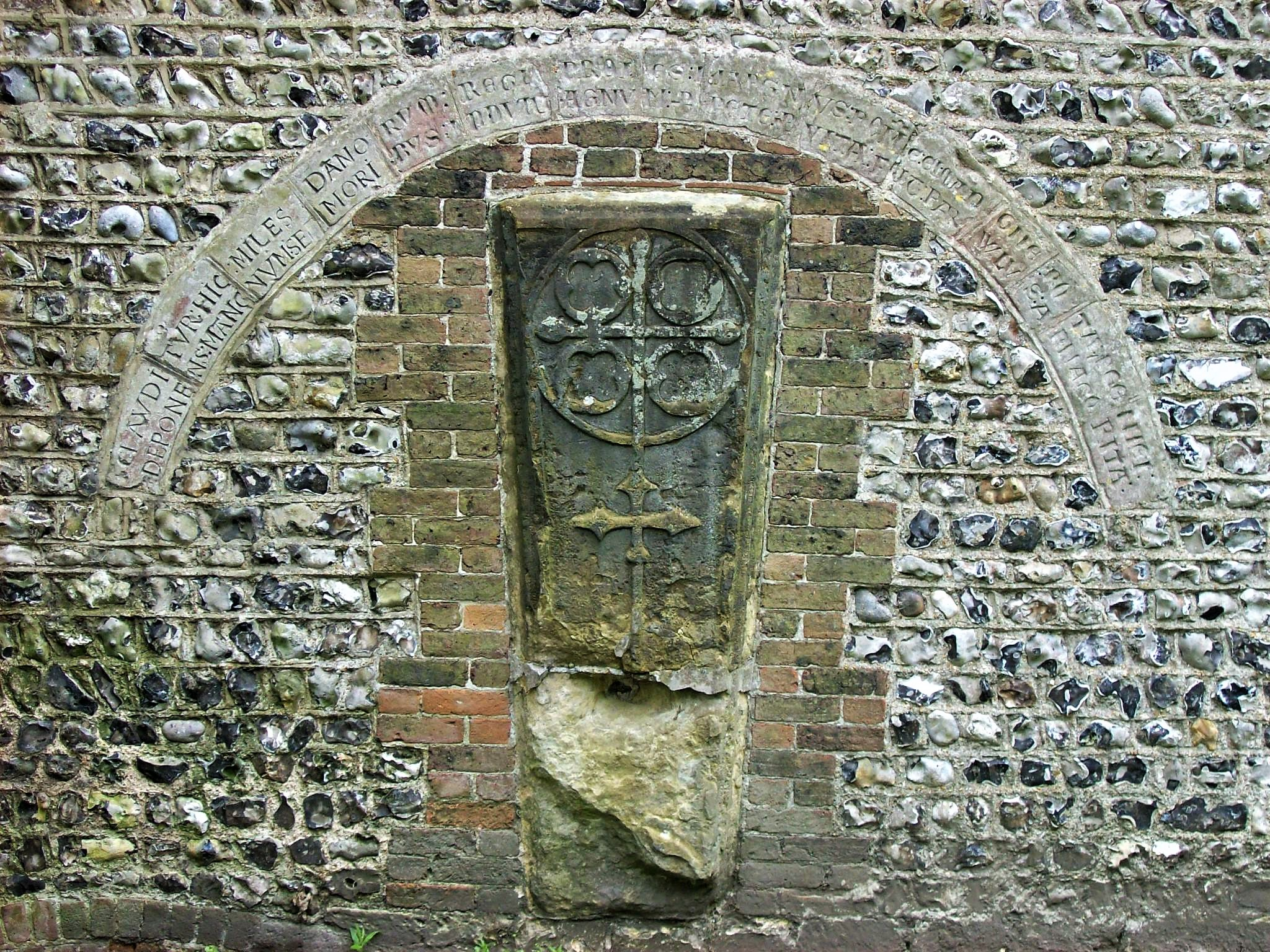
Il monumento e l'iscrizione latina nella chiesa di San Giovanni sub Castro di Lewes

## Teorie sul destino di Magnus
Esistono tuttavia diversi indizi (tra loro contrastanti) che indicherebbero una sopravvivenza del principe Magnus Haroldson, e per questo vi sono due principali teorie sulla sua vita successiva.

### Monaco a Lewes
Nella chiesa di San Giovanni sub Castro a Lewes è presente, incastonato nella parete dell'edificio, un monumento che reca una scritta latina in caratteri anglosassoni risalente all'XI secolo. Essa testimonia la conversione ad anacoreta di un guerriero danese di nome Magnus, appartenente alla famiglia reale e stanco della propria vita fatta di violenza e guerra continua. Alcuni storici come Frank Barlow ritengono si trattasse proprio di Magnus del Wessex, poiché tramite la madre era cugino di re Sweyn II di Danimarca. Lewes inoltre rientrava tra le proprietà della dinastia Godwin, ed era quindi un luogo familiare in cui il principe avrebbe facilmente potuto passare il resto dei suoi giorni.

### Magnus, conte di Breslavia
Un'altra teoria, contrastante con quella del clericato in Inghilterra, vorrebbe invece Magnus emigrato coi fratelli nell'Europa orientale al seguito della sorella Gytha del Wessex, sposa del principe Vladimir II di Kiev, e integratosi infine con la nobiltà slava. Taluni storici credono quindi che un signore locale della fine dell'XI secolo, Magnus conte di Breslavia (komes Magnus), fosse in realtà proprio Magnus del Wessex, che si sarebbe creato un proprio dominio autonomo nel ducato di Masovia. Tale individuo è menzionato due volte nella Cronaca polacca di Gallus Anonymus, risalente all'incirca al XII secolo, e sempre in maniera positiva, poiché gli veniva attribuita una forte autorità e una funzione stabilizzatrice della regione di Breslavia. Nel 1097 comunque Magnus non risultava già più conte di Breslavia, probabilmente spodestato da un altro nobile, limitandosi a controllare alcune aree della Masovia. L'ultima menzione di Magnus di Breslavia è del 1109, quando respinse un attacco portato dai Pomeraniani, ed è logico pensare che sia morto poco dopo. La sua tomba si trova nel cortile del castello di Czersk. In onore di Magnus è stato battezzato il villaggio di Magnuszew sulla Vistola.

Bandiera del ducato di Masovia, che include la viverna anglosassone

Il primo ad avanzare tale teoria fu lo storico polacco Tomasz Jurek in una ricerca del 1997, ripresa da Marek Skarbek-Kozietulski a partire dagli anni 2010. Per essa i principi anglosassoni, persa ormai ogni speranza di riguadagnare il trono, girovagarono per alcuni anni in Europa come combattenti itineranti, partecipando al conflitto tra il duca Vratislao II di Boemia e il re Boleslao II di Polonia, conducendo le truppe di quest'ultimo in un'incursione polacca in Boemia nel 1075. Per Jurek Magnus sarebbe stato uno dei principali condottieri al servizio della Polonia, e avrebbe acquisito abbastanza influenza da poter organizzare il matrimonio tra la sorella Gytha e il principe Vladimir di Kiev, alleato di Boleslao.
Jurek riteneva Magnus di Breslavia un forestiero poiché il nome Magnus non era caratteristico della cultura slava, e i commenti di Gallus Anonymus facevano propendere per un'origine nobile di tale individuo. Secondo gli storici inoltre il conte contrasse matrimonio con una parente dei regnanti orientali, anche se non è chiaro se della famiglia di Sweyn II di Danimarca o di Casimiro I di Polonia. Sempre secondo questa teoria, Magnus di Breslavia/Wessex sarebbe stato il padre di Skarbimir, importante nobile polacco del primo XII secolo e tutore del re Boleslao III di Polonia, che condivideva anche un legame di sangue col sovrano (tuttavia ancora poco chiaro). Magnus è quindi ritenuto da questa teoria il capostipite del clan Awdaniec, importante famiglia polacca medievale, la quale presenta nel proprio DNA l'aplogruppo I-M253, molto raro in Polonia perché di origine scandinava e riconducibile a un solo antenato vissuto all'incirca attorno al 1000 d.C., compatibile proprio col profilo storico del conte Skarbimir. Altro padre putativo di Skarbimir è il nobile Michal il Vecchio, che tuttavia Marek Skarbek-Kozietulski ritiene piuttosto uno stretto alleato o persino un lontano parente di Magnus, ipotizzando una comune origine normanna.
La tomba del conte Magnus, identificata attraverso le antiche descrizioni del maniero, è il loculo numero 609 emerso dagli scavi effettuati al castello di Czersk a partire dagli anni 1960. Nel loculo è presente una bara in legno e ferro, e i resti trovativi appartengono a un uomo anziano, di circa sessant'anni, alto 180 cm, di corporatura possente e deceduto per cause naturali. Assieme al defunto, sepolto armato di tutto punto, è stato rinvenuto anche un ricco corredo. Le ossa presentano molte tracce di ferite da trauma violento, segno che il defunto era necessariamente un guerriero di professione; esse tuttavia paiono tutte rimarginate, segno che nessuna fu fatale e che quindi il conte morì di vecchiaia. Dalle analisi dietologiche condotte sul corpo, risulta che il conte abbia passato un significativo periodo della sua vita nutrendosi di pesce, alimentazione insolita per un aristocratico polacco dell'epoca.
Altri indizi sul possibile retaggio di Magnus vengono dall'araldica. Ad esempio la viverna, simbolo tipicamente anglosassone e stemma del Wessex, comparve proprio nel tardo XI secolo nell'araldica polacca, in cui fino ad allora non era mai stata utilizzata (nello stesso stemma di Czersk è presente la viverna). Inoltre, sempre secondo le ricerche di Marek Skarbek-Kozietulski, gli stemmi più antichi del clan Awdaniec recavano come fregio principale la runa ehwaz (ᛖ), che sarebbe stata l'iniziale proprio del nome "Magnus" (o, eventualmente, anche di Michal il Vecchio).

## Ascendenza
Le genealogie del tempo presentano molte inesattezze, quindi soprattutto per le generazioni più antiche manca la certezza della loro veridicità (anche se lo storico Frank Barlow riporta nelle sue tavole genealogiche la discendenza della dinastia Godwin dal re del Wessex Etelredo I). Sono inoltre di difficile ricostruzione perché molti antenati di Magnus come Thorkell l'Alto, Thorgils Sprakalägg e Wulfnoth Cild hanno origini oscure.
|                                     |   |                           | Genitori                |  |  | Nonni |  |  | Bisnonni      |  |  | Trisnonni |  |
|                                     |   |                           |                         |  |  |       |  |  | Wulfnoth Cild |  |  | Æthelmær  |  |
|                                     |   |                           |                         |  |  |       |  |  | Wulfnoth Cild |  |  | Æthelmær  |  |
|                                     |   | …                         |                         |  |  |       |  |  | Wulfnoth Cild |  |  |           |  |
| Godwin del Wessex                   |   |                           |                         |  |  |       |  |  | Wulfnoth Cild |  |  |           |  |
|                                     |   | …                         | …                       |  |  |       |  |  |               |  |  |           |  |
|                                     |   | …                         | …                       |  |  |       |  |  |               |  |  |           |  |
|                                     |   | …                         | …                       |  |  |       |  |  |               |  |  |           |  |
| Aroldo II d'Inghilterra             |   | …                         |                         |  |  |       |  |  |               |  |  |           |  |
|                                     |   | Thorgils Sprakalägg       | …                       |  |  |       |  |  |               |  |  |           |  |
|                                     |   | Thorgils Sprakalägg       | …                       |  |  |       |  |  |               |  |  |           |  |
|                                     |   | Thorgils Sprakalägg       | …                       |  |  |       |  |  |               |  |  |           |  |
| Gytha Thorkelsdóttir                |   | Thorgils Sprakalägg       |                         |  |  |       |  |  |               |  |  |           |  |
|                                     |   | …                         | …                       |  |  |       |  |  |               |  |  |           |  |
|                                     |   | …                         | …                       |  |  |       |  |  |               |  |  |           |  |
|                                     |   | …                         | …                       |  |  |       |  |  |               |  |  |           |  |
| Magnus del Wessex                   |   | …                         |                         |  |  |       |  |  |               |  |  |           |  |
|                                     | … | …                         |                         |  |  |       |  |  |               |  |  |           |  |
|                                     | … | …                         |                         |  |  |       |  |  |               |  |  |           |  |
|                                     | … | …                         |                         |  |  |       |  |  |               |  |  |           |  |
| Thorkell l'Alto                     | … |                           |                         |  |  |       |  |  |               |  |  |           |  |
|                                     |   | …                         | …                       |  |  |       |  |  |               |  |  |           |  |
|                                     |   | …                         | …                       |  |  |       |  |  |               |  |  |           |  |
|                                     |   | …                         | …                       |  |  |       |  |  |               |  |  |           |  |
| Edith la Bella                      |   | …                         |                         |  |  |       |  |  |               |  |  |           |  |
|                                     |   | Etelredo II d'Inghilterra | Edgardo I d'Inghilterra |  |  |       |  |  |               |  |  |           |  |
|                                     |   | Etelredo II d'Inghilterra | Edgardo I d'Inghilterra |  |  |       |  |  |               |  |  |           |  |
|                                     |   | Etelredo II d'Inghilterra | Elfrida d'Inghilterra   |  |  |       |  |  |               |  |  |           |  |
| figlia di Etelredo II d'Inghilterra |   | Etelredo II d'Inghilterra |                         |  |  |       |  |  |               |  |  |           |  |
|                                     |   | Ælfgifu di York           | Thored                  |  |  |       |  |  |               |  |  |           |  |
|                                     |   | Ælfgifu di York           | Thored                  |  |  |       |  |  |               |  |  |           |  |
|                                     |   | Ælfgifu di York           | …                       |  |  |       |  |  |               |  |  |           |  |
|                                     |   | Ælfgifu di York           |                         |  |  |       |  |  |               |  |  |           |  |